# Ivar van Dinteren
Ivar van Dinteren (Bussum, 3 mei 1979) is een Nederlands voormalig profvoetballer en huidig voetbalcoach.

## Loopbaan
Van Dinteren begon zijn voetballoopbaan in de jeugd SDO Bussum en FC Utrecht. In het seizoen 1997/98 ging hij naar FC Groningen. Zijn debuut voor FC Groningen maakte hij op 13 september 1998, in de uitwedstrijd tegen FC Den Bosch. In totaal speelde Van Dinteren 53 wedstrijden voor FC Groningen en hierin kwam hij tien keer tot scoren. In mei 2000 tekende hij bij RKC Waalwijk een contract tot 2004. Zijn officiële debuut voor RKC Waalwijk maakte hij op 19 augustus 2000 in de uitwedstrijd tegen NAC Breda. In deze wedstrijd scoorde hij, als invaller, meteen het winnende doelpunt.
In totaal speelde Van Dinteren 45 wedstrijden voor RKC Waalwijk, waarbij hij twee keer een doelpunt maakte.
In de voorbereiding naar het seizoen 2002/03 werd hij door RKC Waalwijk voor één seizoen verhuurd aan Helmond Sport. In totaal speelde hij 31 wedstrijden voor Helmond Sport en hij kwam daarin tien keer tot scoren. Op 4 juli 2003 tekende Van Dinteren een contract voor vier jaar bij FC Zwolle. Van Dinteren tekende op de laatste dag van de transferperiode in januari 2006 een 2,5 jaar durend contract bij Helmond Sport en keerde daarmee terug bij de club waar hij in 2002/03 ook al actief was. Het seizoen 2006/07 verliep teleurstellend voor Van Dinteren. Hij kwam de eerste seizoenshelft 17 keer uit voor Helmonders. Na de winterstop kwam hij in conflict met trainer Gerald Vanenburg en werd hij naar de tribune verwezen. Voor aanvang van het seizoen 2007/08 stapte hij op huurbasis over naar Stormvogels Telstar.
Na afloop van zijn contract bij Helmond Sport, kwam Van Dinteren in de zomer van 2008 zonder club te zitten. Na een mislukte stage bij onder andere FC Eindhoven, belandde hij in augustus bij de Hoofdklasse A zaterdag-amateurs van vv Noordwijk. In het seizoen 2009/10 speelde hij voor FC Breukelen, tweede klasse zaterdag.
Op 1 juli 2009 is hij naast zijn voetbalcarrière als ondernemer gestart met de website transfervrijevoetballers.nl. Van september 2009 tot april 2010 liep hij als trainer stage bij zijn eerste club SDO Bussum. Dat deed hij in de jeugd bij de C1.
Van april tot en met juli 2010 speelde hij voor Dayton Dutch Lions FC in de Verenigde Staten. In augustus 2010 zette Van Dinteren de Dayton Dutch Lions FC Youth Academy op, waar hij ook jeugdtrainer werd. Tot november 2010 was hij interim-technisch directeur van de Dayton Dutch Lions FC. Vanaf 26 maart 2011 was Van Dinteren hoofdtrainer van die club. Na zijn eerste seizoen als hoofdtrainer werd Van Dinteren vanaf januari 2012 ook technisch manager.
In 2013 ging hij aan de slag als jeugdtrainer bij PEC Zwolle, in 2015 werd hij doorgeschoven als hoofdtrainer van de A1 nadat Albert van der Haar assistent van Ron Jans was geworden. In datzelfde jaar werd hij ook hoofdtrainer van zijn oude club SDO. In het seizoen 2017-2018 verruilde hij PEC voor het trainerschap van Jong Almere City. Sinds het seizoen 2018-2019 combineert hij dit met de functie van assistent-trainer bij de hoofdmacht. Dit kon hij niet meer combineren met het trainerschap van SDO, zodat hij die functie moest opzeggen. Medio 2019 werd hij assistent van Ron Jans bij FC Cincinnati dat uitkomt in de Major League Soccer. Op 3 juli 2020 werd bekend dat van Dinteren als assistent-trainer aan de slag gaat bij FC Twente. In juli 2023 werd hij hoofdtrainer bij Jong FC Utrecht.

## Statistieken
| Seizoen | Club                  | Land             | Competitie     | Wed. | Dlp. |
| ------- | --------------------- | ---------------- | -------------- | ---- | ---- |
| 1997/98 | FC Groningen          | Nederland        | Eredivisie     | 0    | 0    |
| 1998/99 | FC Groningen          | Nederland        | Eerste divisie | 28   | 6    |
| 1999/00 | FC Groningen          | Nederland        | Eerste divisie | 25   | 4    |
| 2000/01 | RKC Waalwijk          | Nederland        | Eredivisie     | 31   | 2    |
| 2001/02 | RKC Waalwijk          | Nederland        | Eredivisie     | 14   | 0    |
| 2002/03 | → Helmond Sport       | Nederland        | Eerste divisie | 31   | 10   |
| 2003/04 | FC Zwolle             | Nederland        | Eredivisie     | 30   | 3    |
| 2004/05 | FC Zwolle             | Nederland        | Eerste divisie | 30   | 8    |
| 2005/06 | FC Zwolle             | Nederland        | Eerste divisie | 26   | 4    |
| 2005/06 | Helmond Sport         | Nederland        | Eerste divisie | 9    | 1    |
| 2006/07 | Helmond Sport         | Nederland        | Eerste divisie | 16   | 3    |
| 2007/08 | → Stormvogels Telstar | Nederland        | Eerste divisie | 38   | 3    |
| 2010    | Dayton Dutch Lions FC | Verenigde Staten | USL PDL        | 13   | 2    |
| 2011    | Dayton Dutch Lions FC | Verenigde Staten | USL Pro        | 3    | 0    |
| Totaal  | Totaal                | Totaal           | Totaal         | 294  | 46   |